# Tom Petty and the Heartbreakers (album)
Az 1976-os Tom Petty and the Heartbreakers az azonos nevű együttes debütáló nagylemeze. Megjelenése után kevés visszhangot kapott az Egyesült Államokban. Az Egyesült Királyságban egy turné után jutott fel az albumlista 24. helyére, míg az Anything That's Rock 'n' Roll sláger lett. A lemez csak közel egy év után került fel az amerikai albumlistákra, az 55. helyig jutott és aranylemez lett. A Breakdown bekerült a Top 40-be, az American Girl pedig rádiós siker lett.
Az album szerepel az 1001 lemez, amit hallanod kell, mielőtt meghalsz című könyvben.

## Az album dalai
| 1. | Rockin' Around (With You)     | Tom Petty, Mike Campbell | 2:26 |
| 2. | Breakdown                     | Petty                    | 2:42 |
| 3. | Hometown Blues                | Petty                    | 2:12 |
| 4. | The Wild One, Forever         | Petty                    | 3:01 |
| 5. | Anything That's Rock 'n' Roll | Petty                    | 2:24 |

| 1. | Strangered in the Night        | Petty | 3:30 |
| 2. | Fooled Again (I Don't Like It) | Petty | 3:49 |
| 3. | Mystery Man                    | Petty | 3:02 |
| 4. | Lune                           | Petty | 3:57 |
| 5. | American Girl                  | Petty | 3:31 |

## Közreműködők
- Tom Petty – ének, gitár, billentyűk
- Mike Campbell – gitár
- Benmont Tench – zongora, orgona
- Stan Lynch – dob, billentyű a Lunán
- Ron Blair – basszusgitár, cselló

### További zenészek
- Phil Seymour – háttérvokál
- Jeff Jourard – gitár a Breakdownon
- Noah Shark – maracas, csörgődob, száncsengő
- Jim Gordon – dob a Strangered in the Night-on
- Emory Gordy – basszusgitár a Strangered in the Night-on
- Duck Dunn – basszusgitár a Hometown Blues-on
- Randall Marsh – dob a Hometown Blues-on
- Charlie Sousa – szaxofon a Hometown Blues-on

## Fordítás
Ez a szócikk részben vagy egészben a Tom Petty and the Heartbreakers (album) című angol Wikipédia-szócikk ezen változatának fordításán alapul.  Az eredeti cikk szerkesztőit annak laptörténete sorolja fel. Ez a jelzés csupán a megfogalmazás eredetét és a szerzői jogokat jelzi, nem szolgál a cikkben szereplő információk forrásmegjelöléseként.